# Eric Arnlind
Eric Alfons Arnlind (* 14. März 1922 in Arnäs; † 22. Dezember 1998 in Stockholm) war ein schwedischer Schachspieler. Er war Großmeister im Fernschach.

## Fernschach
Arnlind erlernte mit 10 Jahren das Schachspiel von seinem Vater. 1949 wurde er Zweiter bei der schwedischen Fernschachmeisterschaft. 1953/55 siegte er im Halbfinale zur 2. Weltmeisterschaft und qualifizierte sich damit für das Finale. Hier belegte er 1956/58 Platz 6. Dafür erhielt er den Titel Internationaler Meister des Fernschachs. Wegen weiterer Erfolge in der 4. Fernschacholympiade 1961/64 (7,5 aus 8 an Brett 2) sowie in der 5. Olympiade 1965/68 (mit 5,5 aus 8 bestes Resultat an Brett 1) verlieh ihm der Weltfernschachverband ICCF 1968 den Titel Internationaler Fernschach-Großmeister.
Im internationalen Jubiläumsturnier „25 Jahre BdF“ siegte er dank besserer Werteberechnung vor Heinz-Wilhelm Dünhaupt. Bei der 8. Fernschachweltmeisterschaft 1975/80 erreichte er Platz 6–10.
Zwischen 1955 und 1985 galt Arnlind als einer der stärksten Fernschachspieler der Welt.

## Teleschach
Zwischen 1953 und 1963 veranstalteten schwedische Tageszeitungen mehrere Teleschachkämpfe. Hier war Arnlind mit 7 Siegen, 2 Remis und 1 Verlust sehr erfolgreich. So erreichte er gegen Michail Botwinnik ein Unentschieden. Das gleiche Resultat gelang ihm 1975 gegen Max Euwe.

## Nahschach
Auch im Nahschach erzielte Arnlind Erfolge. 1958 vertrat er sein Land bei der Schacholympiade in München. 1961 belegte er Platz 2 in der schwedischen Meisterschaft, punktgleich mit dem Sieger Erik Lundin. Insgesamt fünfmal nahm er zwischen 1957 und 1962 an schwedischen Meisterschaften teil. 1961 wurde Arnlind mit der Stockholmer Auswahl schwedischer Mannschaftsmeister.

## Privat
Arnlind arbeitete als Ingenieur beim schwedischen Reichsamt für Straßenwesen.